# Stephan Beckenbauer
Stephan Beckenbauer (* 1. Dezember 1968 in München; † 31. Juli 2015 ebenda) war ein deutscher Fußballspieler und ‑trainer. Er war ein Sohn des deutschen Nationalspielers Franz Beckenbauer.

## Karriere

### Als Spieler
Seine Fußballerlaufbahn begann Stephan Beckenbauer in der Amateurmannschaft des FC Bayern München, mit deren Profis sein Vater seine größten Erfolge erreicht hatte. Er stand auch im Profikader, kam allerdings nicht zum Einsatz. Später wechselte der Verteidiger zum Lokalrivalen TSV 1860 München in die Bayernliga. In den Jahren 1990 und 1991 absolvierte er einige Einsätze für Kickers Offenbach in der Oberliga Hessen.
Von Offenbach wechselte er zur Saison 1991/92 in die Schweiz zum Zweitligisten FC Grenchen im Kanton Solothurn. In der Westgruppe der Liga erreichte er mit der Mannschaft den zweiten Platz – Beckenbauer steuerte in 12 Spielen sechs Tore zum Erfolg bei – und qualifizierte sich für die Aufstiegsrunde. Dort erzielte Beckenbauer in sechs Einsätzen einen weiteren Treffer, die Mannschaft kam aber nur auf den sechsten Platz unter acht Mannschaften, was nicht für die Erstklassigkeit reichte.
Stephan Beckenbauer spielte aber 1992/93 dennoch erstklassig, denn er wechselte in die deutsche Bundesliga zum Aufsteiger 1. FC Saarbrücken, wo er am ersten Spieltag am 14. August 1992 beim 1:1 im Auswärtsspiel gegen Bayer 04 Leverkusen debütierte. Die von Peter Neururer trainierte Truppe stand am 25. Spieltag auf dem 12. Platz. Bei Beckenbauers bis dahin zehn Einsätzen traf er am 10. Spieltag in einem Heimspiel auch auf den FC Bayern, bei dem der Vater mittlerweile Vizepräsident war. Vor 36.000 Zusehern im Ludwigsparkstadion reichte es zu einem 1:1 gegen den Tabellenführer, der am Saisonende Vizemeister werden sollte. Die letzten neun Saisonspiele, in denen Beckenbauer zu zwei weiteren Einsätzen kam, verloren die Saarbrücker alle und landeten am Schluss auf dem letzten Tabellenplatz, was zum Abstieg in die 2. Bundesliga führte. Auch hier bestritt Beckenbauer zwölf Ligaspiele, wenngleich nur ein einziges über die vollen 90 Minuten, und erzielte am 26. Februar 1994 (21. Spieltag) beim 2:2 im Auswärtsspiel gegen die Stuttgarter Kickers mit dem Treffer zum Endstand in der 47. Minute sein einziges Tor in der 2. Bundesliga. Am Abend des 22. April 1994, dem 30. Spieltag, kam es bei einem 3:1-Sieg des 1. FC Saarbrücken bei Bayer 05 Uerdingen in der Grotenburg-Kampfbahn zu seinem letzten Einsatz in der 2. Bundesliga. Es stand noch 0:0, als der nunmehr 25-jährige Stephan Beckenbauer für Henning Bürger ausgewechselt wurde. In den verbliebenen acht Partien erreichte die Mannschaft einen Sieg und war am Ende 14., gerade zwei Punkte über einem Abstiegsrang.
1994 kehrte Beckenbauer zu den Amateuren des FC Bayern zurück, für die er in den nächsten drei Jahren 22 Partien absolvierte. Aufgrund einer Knieverletzung musste er im Alter von 29 Jahren seine aktive Fußballerkarriere beenden.

### Als Trainer
2001 und 2007 gewann Beckenbauer mit den von ihm (seit 1999) trainierten B-Jugend-Mannschaften des FC Bayern München die deutsche Meisterschaft. In der Saison 2007/08 war er Co-Trainer der zweiten Mannschaft, kehrte aber nach einem halben Jahr wieder in den Jugendbereich zurück. Zur Saison 2012/13 folgte ihm der ehemalige Freiburger Bundesliga-Trainer Marcus Sorg nach. Beckenbauer war seitdem als Trainer im D-Junioren-Bereich sowie in der Talentsichtung für den FC Bayern München tätig.

## Tod
Beckenbauer starb am 31. Juli 2015 in München nach langer Krankheit im Alter von 46 Jahren an den Folgen eines Hirntumors. Er hinterließ seine Frau und drei Kinder. Bayern München spielte tags darauf im Spiel um den Supercup zu seinen Ehren mit Trauerflor; am 4. August zum Auftaktspiel des Audi Cups gegen den AC Mailand gab es eine Gedenkminute.

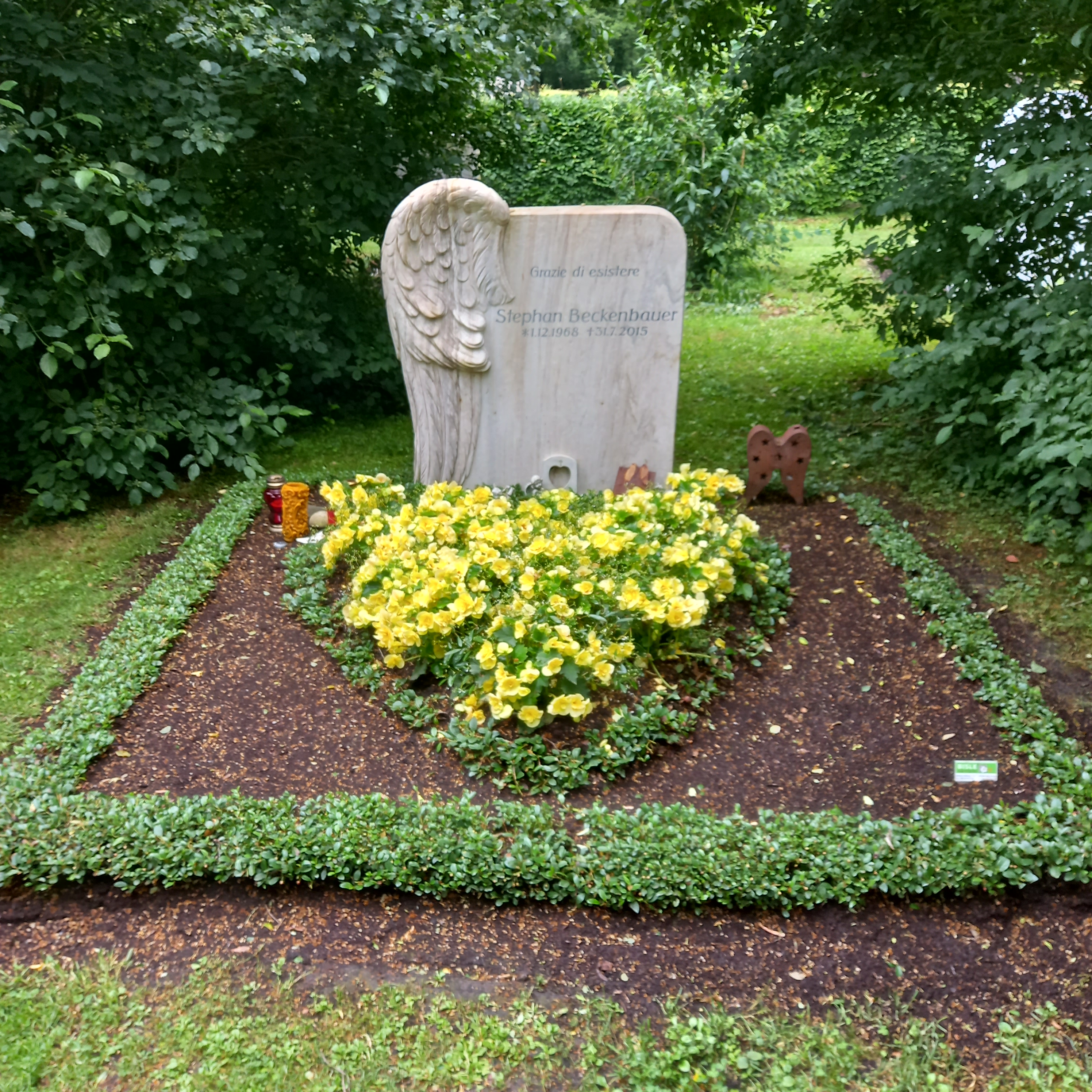
Das Grab von Stephan Beckenbauer auf dem Friedhof am Perlacher Forst in München